# Mauritius Mittler
Mauritius Mittler OSB (* 25. Mai 1921 in Bonn-Oberkassel als Hans-Josef Mittler; † 29. Juli 2013 in Siegburg) war ein deutscher Benediktinermönch und Historiker sowie Autor und Herausgeber.

## Leben
Mittler, ältestes von vier Geschwistern, absolvierte zunächst eine Lehre als Drogist, wurde 1939 zum Kriegsdienst verpflichtet und kehrte erst 1945 in die Heimat zurück. 1948 beendete er seine Lehre und trat kurz nach seinem Bruder Placidus Mittler in die Benediktinerabtei Michaelsberg in Siegburg ein. Am 23. Februar 1956 empfing er in Köln die Priesterweihe durch Josef Kardinal Frings.
1962 wurde er von Abt Ildefons Schulte Strathaus OSB als Nachfolger von Wunibald Weber beauftragt, sich um die Siegburger Studien, eine historische Reihe, zu kümmern. Mit Sondergenehmigung besuchte er Seminare an der Universität Bonn. Als Bibliothekar der umfangreichen Abteibücherei mit rund 80.000 Bänden veröffentlichte er zahlreiche historische Studien und Abhandlungen. Ab 1966 legte er die Bände III „Translation des Heiligen Erzbischofs Anno“ und IV „Annonischen Mirakelberichte“ der Siegburger Studien vor, weitere 24 Bände folgten.
Nach Schließung der 1064 gegründeten und 1914 wiedererrichteten Abtei im Jahre 2011 lebte er zusammen mit seinem Bruder, Altabt Placidus Mittler, in einem nahegelegenen Seniorenheim. Er war bekannt unter dem Namen Pater Mau.

## Veröffentlichungen (Auswahl)
- als Hrsg.: Libellus de translatione sancti Annonis archiepiscopi et Miracula sancti Annonis. 3 Bände. Siegburg 1966–1968 (= Siegburger Studien. Band 3–5).